# Joanne Pavey
Joanne Pavey, född den 20 september 1973 i Honiton, är en brittisk friidrottare som tävlar i medel- och långdistanslöpning. Hon kallas vanligen Jo.
Pavey har deltagit vid tre olympiska spel och hennes bästa resultat är en femte plats på 5 000 meter från Olympiska sommarspelen 2004 i Aten. I VM-sammanhang blev hon fyra på 10 000 meter vid VM i Osaka 2007 och nia på 5 000 meter vid samma mästerskap. Hon blev dessutom även tia på 1 500 meter vid VM i Paris 2003 och elva på 5 000 meter vid VM 2001 i Edmonton.
Vid EM 2002 i München slutade hon femma på 5 000 meter och vid EM 2006 i Göteborg slutade hon fyra på samma distans. 
Dessutom blev hon silvermedaljör på 5 000 meter vid samväldesspelen 2006.
Hon vann 10 000 meter vid EM 2014 i Zürich.
Pavey tilldelades 2017 brons för i VM i Osaka 2007, sedan Elvan Abeylegesse, tvåan i loppet, diskvalificerats.

## Personliga rekord
- 1 500 meter - 4.01,79
- 3 000 meter - 8.31,27
- 5 000 meter - 14.39,96
- 10 000 meter - 31.12,30